# All's Fair in Love
All's Fair in Love er en amerikansk stumfilm fra 1921 af E. Mason Hopper.

## Medvirkende
- May Collins som Natalie Marshall
- Richard Dix som Bobby Cameron
- Marcia Manon som Vera
- Raymond Hatton som Craigh Randolph
- Stuart Holmes som Rogers
- Andrew Robson som Marshall